# 山田順
山田 順（やまだ じゅん、1952年12月16日 - ）は、日本のジャーナリスト、編集者、翻訳家。日本外国特派員協会（FCCJ）会員。
父は作家の津田信。

## 人物・経歴
神奈川県横浜市南区出身。立教大学文学部卒業。大学卒業後、1976年に株式会社光文社に入社。『女性自身』編集部でデスク、副編集長として、主に社会事件、芸能面を担当。1999年から『カッパブックス』編集長代理となり、2002年に日本で初めての欧米型のペーパーバックス（光文社ペーパーバックス）を創刊し、『日本がアルゼンチンタンゴを踊る日』（ベンジャミン・フルフォード）『内側から見た富士通 成果主義の崩壊』（城繁幸）などの作品を扱う。この間、川崎 順平、神山 冴などのペンネームで、執筆、翻訳活動を続け、ゴーストライターとしても活動。

## 著書
- 『3LDKのプリンセス 川嶋紀子さんの魅力のすべて』（ブレーン出版） 1990
- 『皇太子のご結婚』（リム出版） 1991
- 『TBSザ・検証』（ノンフィクション、神山冴と検証特別取材班、鹿砦社） 1996
- 『出版大崩壊 電子書籍の罠』（文春新書） 2011
- 『資産フライト 「増税日本」から脱出する方法』（文春新書） 2011
- 『本当は怖いソーシャルメディア』（小学館101新書） 2012
- 『円が消滅する日』（日文新書） 2012
- 『出版・新聞 絶望未来』（東洋経済新報社） 2012
- 『2015年磯野家の崩壊 アベノミクスの先にある「地獄」』（徳間書店） 2013
- 『脱ニッポン富国論』（文春新書） 2014
- 『税務署が隠したい増税の正体』（文春新書） 2014
- 『人口が減り、教育レベルが落ち、仕事がなくなる日本』（PHP研究所） 2014
- 『日本人はなぜ世界での存在感を失っているのか』（SB新書） 2014
- 『すべてを手に入れた「1％の人々」はこう考える』（ヒカルランド） 2014
- 『日本が2度勝っていた「大東亜・太平洋戦争」』（ヒカルランド） 2014
- 『「中国の夢」は100年たっても実現しない』（PHP研究所） 2014
- 『円安亡国』（文春新書） 2015
- 『永久円安 頭のいい投資家の資産運用法』（ビジネス社） 2015
- 『嘘だらけの経済報道 アベノミクスに騙されるな！』（文芸社） 2016
- 『地方創生の罠』（イースト新書） 2016
- 『希望の地としての新興アジア』（実務教育出版） 2016
- 『隠れ増税 なぜあなたの手取りは増えないのか』（青春新書インテリジェンス） 2017
- 『永久属国論 憲法・サンフランシスコ平和条約・日米安保の本質』（さくら舎） 2017
- 『東京「近未来」年表』（さくら舎） 2018
- 『米中冷戦 中国必敗の結末』（MdNコーポレーション） 2019
- 『コロナショック』（MdN新書） 2020

### 共著
- 『大儲けが止まらない 英国ブックメーカー攻略法』（共著、リム出版） 1991

## 翻訳
- 『ロシアン・ゴッドファーザー』（ヴァディム・ベリフ, ドミトリー・リハノフ、中出政保, 川崎順平名義共訳、リム出版） 1992